# Дармбах
Дармбах (нем. Darmbach) — река в Германии, протекает по земле Гессен, речной индекс 23986. Площадь бассейна реки составляет 145 км². Общая длина реки свыше 56 км. Высота истока 208 м. Высота устья 83 м.
Дармбах берёт начало в окрестностях Дармштадта. В районе Трибура Дармбах впадает в Шварцбах.
В 1786 году проходящий через центр Дармштадта участок реки был отведён под землю и был интегрирован в систему местной канализации. В 2015 году туннель, через который проходит Дармбах, был признан памятником истории и культуры.